# Ferdinand IV van Castilië
Ferdinand IV (Sevilla, 6 december 1285 – Jaén, 17 september 1312), was koning van Castilië van 1295 tot aan zijn dood.
Hij was de zoon en opvolger van Sancho IV. Ferdinand was een onbekwame vorst, wiens bewind gekenmerkt werd door de grootste willekeur.
Hij stond aanvankelijk tijdens zijn minderjarigheid onder het regentschap van zijn moeder, koningin Maria van Molina, die hem door haar moedige en tactvolle optreden enigszins wist te beschermen tegen de agressie van de adel. Hij dankte ook zijn leven aan de loyaliteit van de burgers van Ávila, die hem gastvrij bescherming boden binnen de veiligheid van hun wallen. Niettemin joeg hij zijn moeder later weg van het hof.
In 1302 trouwde hij met Constance van Portugal, dochter van koning Dionysius (Diniz o Lavrador). Uit het huwelijk werden drie kinderen geboren:
1. Eleonora (1307-1359), die trouwde met koning Alfons IV van Aragón
2. Constantia (1308-1310)
3. Alfons XI van Castilië (1311-1350).

Met de hulp van Aragon veroverde hij in 1309 Gibraltar. Ferdinand IV overleed plots in 1312 in zijn legertent bij Jaén, terwijl hij zich klaarmaakte voor een inval in het Moorse gebied van Granada. Hij werd opgevolgd door zijn zoon Alfons

## Voorouders
| Voorouders van Ferdinand IV van Castilië (1285-1312) | Voorouders van Ferdinand IV van Castilië (1285-1312)                          | Voorouders van Ferdinand IV van Castilië (1285-1312)                          | Voorouders van Ferdinand IV van Castilië (1285-1312)                 | Voorouders van Ferdinand IV van Castilië (1285-1312)                 | Voorouders van Ferdinand IV van Castilië (1285-1312)                 | Voorouders van Ferdinand IV van Castilië (1285-1312)                 | Voorouders van Ferdinand IV van Castilië (1285-1312)              | Voorouders van Ferdinand IV van Castilië (1285-1312)              |
| ---------------------------------------------------- | ----------------------------------------------------------------------------- | ----------------------------------------------------------------------------- | -------------------------------------------------------------------- | -------------------------------------------------------------------- | -------------------------------------------------------------------- | -------------------------------------------------------------------- | ----------------------------------------------------------------- | ----------------------------------------------------------------- |
| Overgrootouders                                      | Ferdinand III van Castilië (1199-1252) ∞ Beatrix van Hohenstaufen (1205-1235) | Ferdinand III van Castilië (1199-1252) ∞ Beatrix van Hohenstaufen (1205-1235) | Jacobus I van Aragón (1208-1276) ∞ Jolanda van Hongarije (1219-1251) | Jacobus I van Aragón (1208-1276) ∞ Jolanda van Hongarije (1219-1251) | Alfons IX van León (1171-1230) ∞ Berenguela van Castilië (1180–1246) | Alfons IX van León (1171-1230) ∞ Berenguela van Castilië (1180–1246) | Alfonso Téllez de Meneses (-) ∞ María Yáñez de Lima (-)           | Alfonso Téllez de Meneses (-) ∞ María Yáñez de Lima (-)           |
| Grootouders                                          | Alfons X van Castilië (1221-1284) ∞ Violante van Aragón (1236-1301)           | Alfons X van Castilië (1221-1284) ∞ Violante van Aragón (1236-1301)           | Alfons X van Castilië (1221-1284) ∞ Violante van Aragón (1236-1301)  | Alfons X van Castilië (1221-1284) ∞ Violante van Aragón (1236-1301)  | Alfons van Molina (-) ∞ Mayor Alfonso de Menezes (-)                 | Alfons van Molina (-) ∞ Mayor Alfonso de Menezes (-)                 | Alfons van Molina (-) ∞ Mayor Alfonso de Menezes (-)              | Alfons van Molina (-) ∞ Mayor Alfonso de Menezes (-)              |
| Ouders                                               | Sancho IV van Castilië (1258-1295) ∞ Maria van Molina (1265-1321)             | Sancho IV van Castilië (1258-1295) ∞ Maria van Molina (1265-1321)             | Sancho IV van Castilië (1258-1295) ∞ Maria van Molina (1265-1321)    | Sancho IV van Castilië (1258-1295) ∞ Maria van Molina (1265-1321)    | Sancho IV van Castilië (1258-1295) ∞ Maria van Molina (1265-1321)    | Sancho IV van Castilië (1258-1295) ∞ Maria van Molina (1265-1321)    | Sancho IV van Castilië (1258-1295) ∞ Maria van Molina (1265-1321) | Sancho IV van Castilië (1258-1295) ∞ Maria van Molina (1265-1321) |